# لمبرت هیلیر
لمبرت هیلیر (انگلیسی: Lambert Hillyer؛ ۸ ژوئیهٔ ۱۸۹۳ – ۵ ژوئیهٔ ۱۹۶۹) یک کارگردان اهل ایالات متحده آمریکا بود.